# Ширококрылая кукушка
Ширококрылая кукушка (лат. Hierococcyx hyperythrus) — вид птиц семейства кукушковых. Подвидов не выделяют.

## Систематика
Е. А. Коблик с соавторами латинское название данного вида приводит как Hierococcyx (fugax) hyperythrus, скобки означают, что видовое название, по мнению авторов, остаётся дискуссионным. Проблема состоит в том, что в настоящее время во многих руководствах широкоареальный вид Hierococcyx fugax разделён на три вида: собственно H. fugax, H. hyperythrus, встречающийся на территории России, и H. nisicolor.
В состав  вида Hierococcyx fugax ранее также включался и филиппинский подвид Hierococcyx_fugax pectoralis, который в настоящее время на основании различий в вокализации признаётся   отдельным видом — Hierococcyx pectoralis.

## Описание
Ширококрылая кукушка достигает длины 28—30 см и массы от 92,5 до 147,8 г. Взрослые особи обычно синевато-серые сверху, включая щёки и подбородок, с узкой беловатой вертикальной полосой, идущей от основания клюва (иногда проходящей перед глазами) до подбородка, а у некоторых особей есть большое белое пятно на затылке или воротнике. Крылья коричневато-серые, иногда со слегка рыжеватыми краями на маховых перьях. Хвост серый с 3—4 чёрными полосами (и некоторыми рыжеватыми), предпоследняя полоса довольно широкая, а конечная ещё шире с рыжевато-белым кончиком. Большая часть горла белая, нижняя часть щёк и остальная нижней части тела рыжевато-розовые, иногда с серыми основаниями перьев, создающими эффект лёгкой чешуйчатости; нижние кроющие перья хвоста белые. Радужная оболочка от коричневой до оранжево-коричневой или грязно-белой, окологлазное кольцо жёлтое. Клюв чёрный с зеленовато-жёлтым основанием, а ноги и ступни жёлтые.
По полёту, повадкам, окраске и осанке она больше похожа на ястреба, чем на кукушку.

## Распространение
Распространён в восточном Китае, Северной и Южной Корее, на Дальнем востоке России и в Японии.

## Гнездовая биология
Основные виды-хозяева: синий соловей (Luscinia cyane), который обычно гнездится в труднодоступном таёжном буреломе на земле — откуда все сложности с локализацией кукушат. Второй по значению вид-воспитатель — синяя мухоловка (Cyanoptila cyanomelana).
Это самый скрытный и слабо изученный вид кукушек России. В заповеднике «Кедровая Падь» в июле 1970 года орнитолог Юрий Шибнев впервые увидел довольно крупное голубое яйцо этой кукушки в гнезде синей мухоловки, а через неделю и самого кукушонка, который, однако, таинственным образом пропал из гнезда ещё через неделю.
Другой известный орнитолог Пиморья Юрий Пукинский описал сложности в изучении этого вида следующим образом:
Трудно найти человека, которого не интересовали бы кукушки. Самая странная из них — ширококрылая. Она истошно вопит на всю тайгу, но люди о ней практически ничего не знают. Я много раз пытался выследить эту птицу, однако успеха не имел. Её яиц у нас, по-моему, ещё не находил ни один натуралист. В общем, пока это птица-загадка…